# خاک رس فلزی

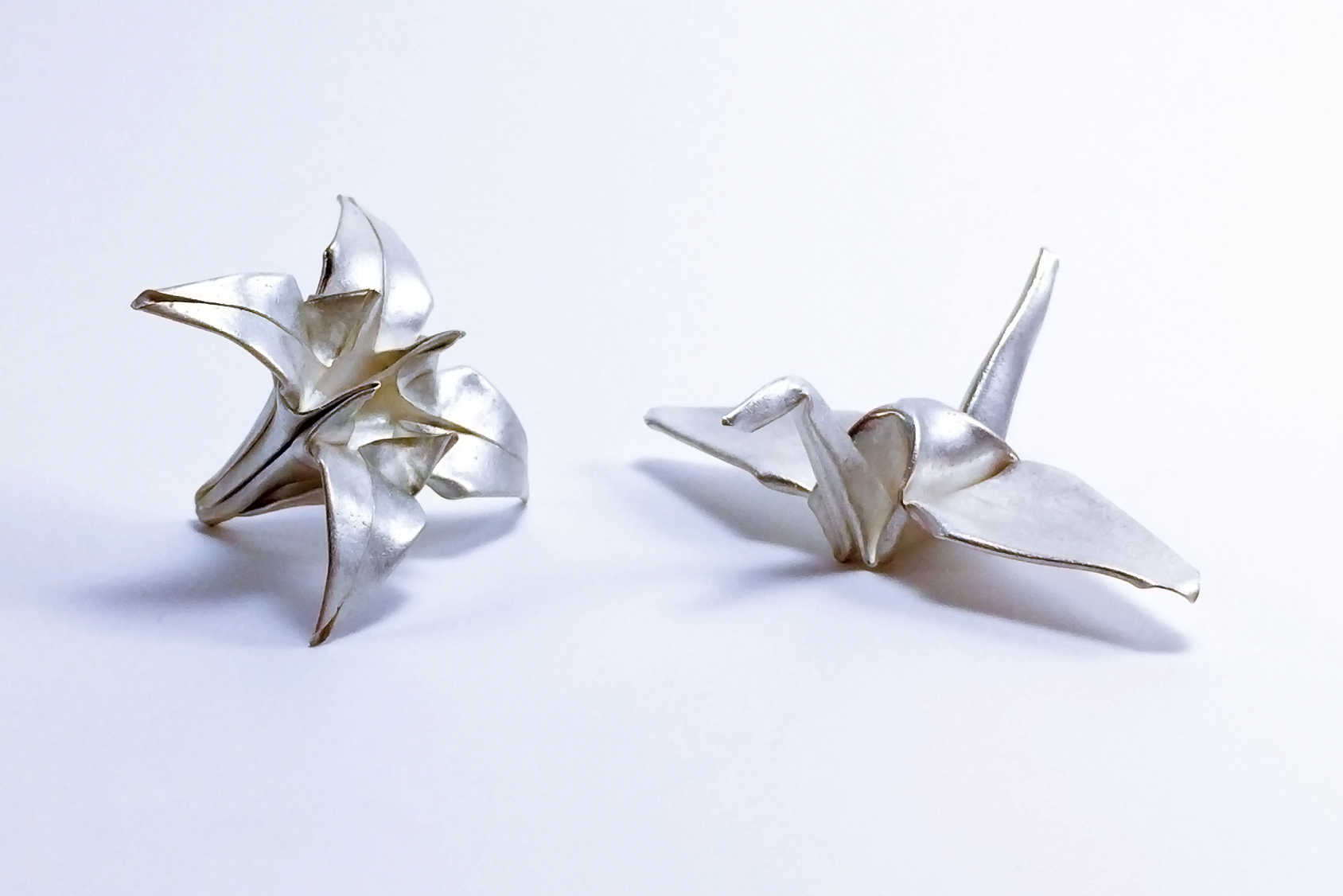
اشیاء نقره‌ای شبیه به اوریگامی که از خاک رس فلزی با پودر نقره ساخته می‌شوند.

خاک رس فلزی یک وسیله صنعت‌گری است که از ذرات بسیار کوچک فلزاتی مانند نقره، طلا، برنز، یا مس تشکیل شده است که با یک پیونده ارگانیک چسبنده و آب ترکیب شده‌اند. از این ماده برای ساخت جواهرات، مهره‌ها و مجسمه‌های کوچک استفاده می‌شود. این ماده نخستین بار در سال ۱۹۹۰ در ژاپن معرفی شد و مانند هر خاک رس نرم دیگری می‌توان آن را با دست یا به کمک قالب‌ها شکل داد. پس از خشک شدن، خاک رس فلزی به روش‌های مختلفی مانند کوره، مشعل گازی دستی یا اجاق گاز بسته به نوع خاک و فلز موجود در آن، قابل پختن است. در طی فرایند پخت، مادهٔ چسبنده می‌سوزد و فلز خالص تف‌جوشیشده باقی می‌ماند. در این فرایند، بسته به محصول مورد استفاده، جمع‌شدگی بین ۸ تا ۳۰ درصد رخ می‌دهد. آلیاژهایی مانند برنز، نقره استرلینگ و فولاد نیز در دسترس هستند.

## تاریخچه
خاک رس فلزی نخستین بار در سال ۱۹۹۰ در ژاپن معرفی شد تا به جواهرسازان دستی این امکان را بدهد که بدون نیاز به سال‌ها مطالعه و تمرین برای ساخت جواهرات ظریف، جواهراتی با ظاهر پیچیده و زیبا بسازند.

## خاک رس فلزی نقره ای

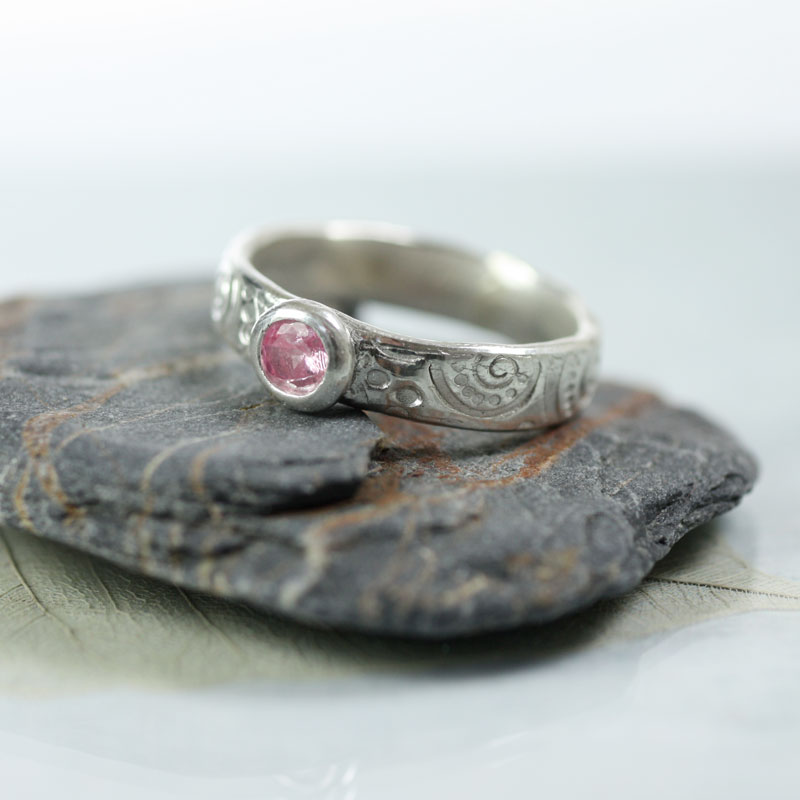
انگشتر نقره‌ای ساخته شده از خاک رس فلزی که دارای یک زیرکونیای مکعبی صورتی است

خاک رس فلزی نقره‌ای خالص منجر به ایجاد اشیایی با نقره خالص ۹۹٫۹٪ می‌شود که برای مینای‌کاری مناسب است. خاک رس فلزی جامد در بسته‌های مهر و موم شده عرضه می‌شود تا مرطوب و قابل‌استفاده باقی بماند. نسخه‌های نقره‌ای این ماده همچنین به صورت خمیر نرم‌تر در سرنگ‌های از پیش پرشده موجود است که برای تولید اشکال اکسترود شده استفاده می‌شود. همچنین در ظروف کوچک به صورت لغزان یا به صورت ورقه‌های شبیه به کاغذ، که بیشتر رطوبت آن‌ها گرفته شده است، عرضه می‌شود. قدیمی‌ترین برند خاک رس فلزی نقره‌ای موجود در بازار، Art Clay Silver (ACS) است و جدیدترین برند، Project X ساختهٔ شرکت ClayRevolution.com (CR) است.
یکی دیگر از آلیاژهای موجود، EZ960 Sterling Silver Metal Clay است که توسط بیل استراو از شرکت Metal Adventures، خالق BRONZclay™ و COPPRclay™ اختراع شده است. از آنجا که این خاک رس یک آلیاژ نقره استرلینگ است، یکی از بهترین ویژگی‌های آن مقاومت بالا پس از پخت، در مقایسه با نقره خالص است. این خاک رس به صورت مستقیم و باز، روی یک قفسه سرامیکی سخت و برجسته در کوره، در دمای ۹۱۳ درجه سانتی‌گراد (۱۶۷۵ درجه فارنهایت) به مدت ۲ ساعت، با سرعت کامل پخته می‌شود. نیازی به کربن نیست. نرخ جمع‌شدگی آن نیز کمتر از سایر خاک‌ها و برابر با ۱۰–۱۱٪ است. شرکت CoolTools.us اکنون مالک حقوق هر دو نوع خاک رس نقره EZ960 و EZ999 Fine Silver Clays است.

### خاک رس فلزی گرانبها (PMC)

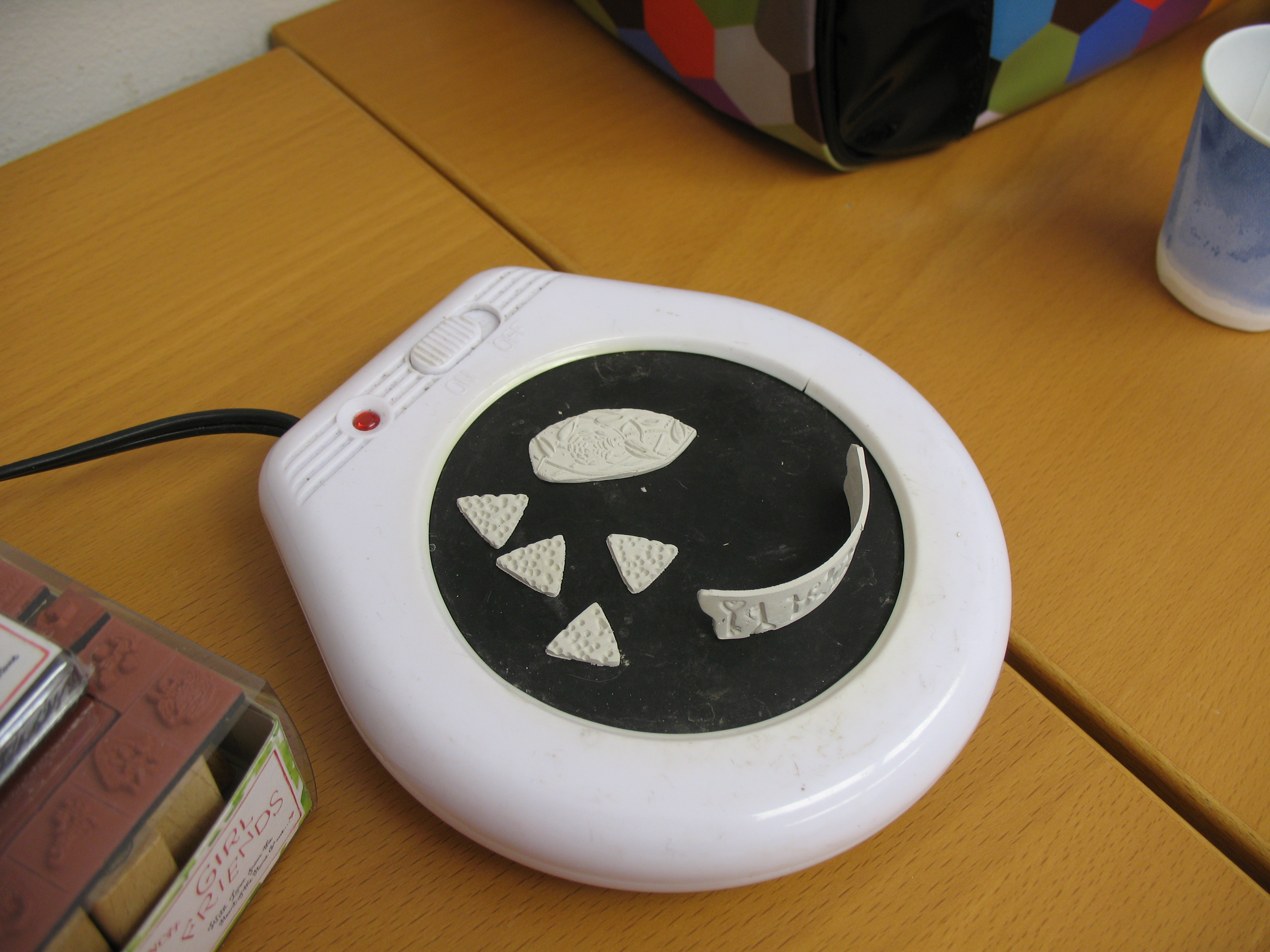
PMC روی یک فنجان گرم کن خشک می‌شود.

خاک رس فلزی گران‌بها (PMC) در اوایل دههٔ ۱۹۹۰ میلادی توسط متالورژیست ماساکی موریکاوا در ژاپن توسعه یافت. به‌عنوان یک محصول تف‌جوشی در حالت جامد که از پودر فلز گران‌بها برای ساخت اشیاء فلزی گران‌بها استفاده می‌شود [۲]، این ماده شامل ذرات میکروسکوپی نقره خالص یا طلای خالص و یک چسب ارگانیک محلول در آب و غیر سمی است که در طول فرایند پخت از بین می‌رود. اولین موفقیت با طلا حاصل شد و بعدها با نقره نیز تکرار شد. برند PMC شامل محصولات زیر است:
- فرمول اصلی PMC، که اکنون به «استاندارد» معروف است: در دمای ۹۰۰ درجه سانتی‌گراد (۱۶۵۰ درجه فارنهایت) به مدت ۲ ساعت پخته می‌شود و در حین پخت ۳۰٪ جمع می‌شود.
- PMC+ و PMCflex: در دمای ۹۰۰ درجه سانتی‌گراد (۱۶۵۰ درجه فارنهایت) به مدت ۱۰ دقیقه یا در دمای ۸۰۰ درجه سانتی‌گراد (۱۴۷۰ درجه فارنهایت) به مدت ۳۰ دقیقه پخته می‌شوند؛ به دلیل کاهش اندازه ذرات، ۱۵٪ جمع‌شدگی دارند. PMC+ همچنین به صورت ورقه‌هایی موجود است که مانند کاغذ قابل کار کردن است؛ به‌عنوان مثال، برای اوریگامی.
- PMC3: در دمای ۵۹۹ درجه سانتی‌گراد (۱۱۱۰ درجه فارنهایت) به مدت ۴۵ دقیقه یا در دمای ۶۹۹ درجه سانتی‌گراد (۱۲۹۰ درجه فارنهایت) به مدت ۱۰ دقیقه پخته می‌شود؛ با ۱۰٪ جمع‌شدگی. این خاک رس همچنین می‌تواند با استفاده از مشعل بوتان، با گرم کردن آن به رنگ نارنجی به مدت حداقل ۲ دقیقه، پخته شود. این نسخه دارای عمر کاربری طولانی‌تری نسبت به فرمول‌های قدیمی‌تر است. همچنین به صورت لغزان و خمیری موجود است که می‌توان آن را روی سطح یک شیء به‌عنوان قالب رنگ کرد.
- Aura 22: ماده‌ای طلاکاری‌شده ۲۲ عیار است؛ یک خمیر طلا که برای رنگ‌آمیزی روی سطح قطعات نقره PMC یا اشیاء نقره‌ای آماده‌شده طراحی شده است.[۴]
- PMC Pro: محصولی سخت‌تر است که فقط شامل نقره با خلوص ۰٫۹۰۰ است؛ به همین دلیل نمی‌توان آن را به‌عنوان نقره استرلینگ مهر کرد. این محصول نیاز به پخت در کوره، در یک ظرف حاوی کربن فعال به مدت ۱ ساعت در دمای ۷۶۰ درجه سانتی‌گراد (۱۴۰۰ درجه فارنهایت) دارد.
- PMC Sterling: در دمای ۸۱۵ درجه سانتی‌گراد (۱۴۹۹ درجه فارنهایت) پخته می‌شود و ۱۰–۲۰٪ جمع‌شدگی دارد. به دلیل محتوای مس در این فرمول، فرایند پخت در دو مرحله انجام می‌شود؛ مرحله اول پخت در قفسه باز و مرحله دوم نیاز به یک ظرف پخت با محیط کربن فعال دارد.

میتسوبیشی تمام تولید PMC را در سال ۲۰۲۳ متوقف کرد.

### خاک رس فلزی نقره (ACS)

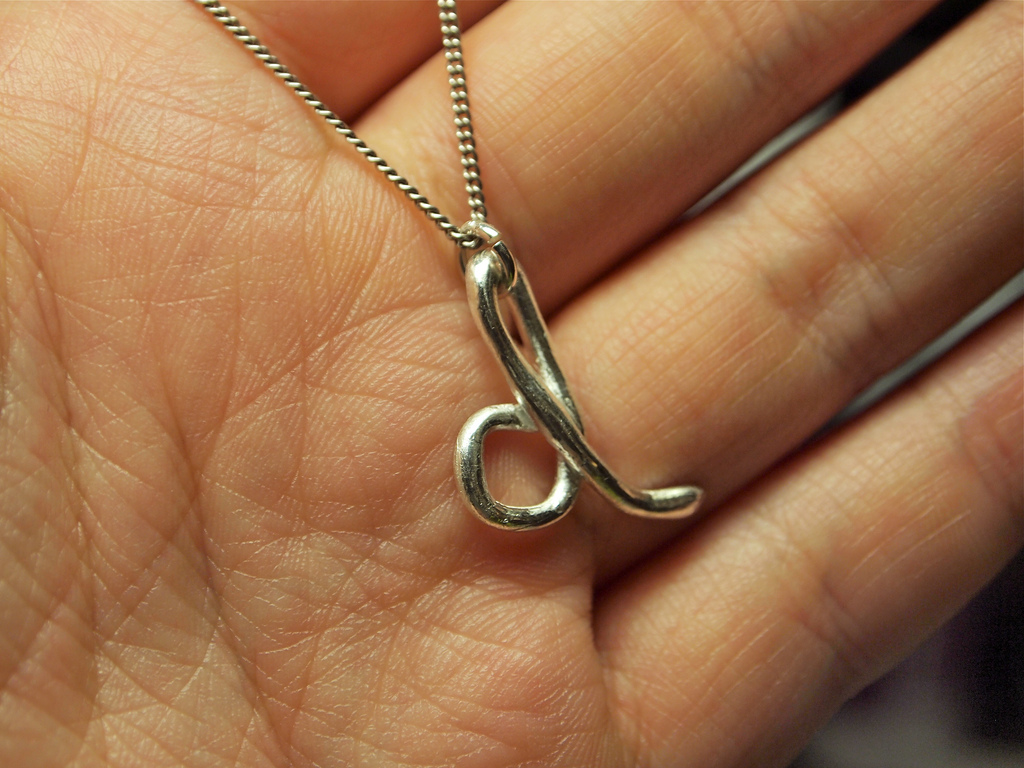
آویز ساخته شده از خاک رس فلزی با پودر طلا

ACS توسط شرکت AIDA Chemical Industries که یک شرکت ژاپنی است، توسعه داده شد. ACS پس از استاندارد PMC با محصول خود به نام Art Clay Original عرضه شد، که به کاربران امکان می‌دهد این خاک رس را با استفاده از مشعل دستی یا روی شعله اجاق گاز بپزند. به دلیل تفاوت‌های جزئی در ماده چسبنده و زمان‌های پیشنهادی برای پخت، این خاک رس نسبت به نسخه‌های PMC جمع‌شدگی کمتری دارد، تقریباً در حدود ۸–۱۰٪.
پیشرفت‌های بیشتر منجر به معرفی Art Clay Slow Dry شد، خاک رسی که زمان کار طولانی‌تری دارد. به‌زودی Art Clay 650 و Art Clay 650 Slow Dry نیز عرضه شدند؛ هر دوی این خاک‌ها می‌توانند در دمای ۶۵۰ درجه سانتی‌گراد (۱۲۰۲ درجه فارنهایت) پخته شوند. این ویژگی به کاربران امکان می‌دهد خاک رس را با شیشه و نقره استرلینگ ترکیب کنند، که این مواد در برابر دماهای بالاتر مورد نیاز برای پخت خاک رس‌های نسل اول آسیب می‌بینند.
شرکت AIDA همچنین محصولی به نام Oil Paste تولید می‌کند که تنها برای خاک رس فلزی پخته شده یا نقرهٔ خالص فرآوری‌شده استفاده می‌شود، و همچنین Overlay Paste که برای طراحی نقش‌ها روی شیشه و چینی طراحی شده است.
در سال ۲۰۰۶، شرکت AIDA محصول Art Clay Gold Paste را معرفی کرد، روشی اقتصادی‌تر برای کار با طلا. این خمیر روی خاک رس نقره‌ای پخته‌شده نقاشی می‌شود و سپس دوباره در کوره، با مشعل یا روی اجاق گاز پخته می‌شود. پس از پخت، این خمیر با نقره ترکیب شده و یک جلوهٔ طلایی ۲۲ عیار ایجاد می‌کند. در همان سال، محصول دیگری به نام Art Clay Slow Tarnish نیز معرفی شد که نسبت به سایر خاک رس‌های فلزی کمتر سریع اکسید می‌شود.

## رس‌های برپایه فلز

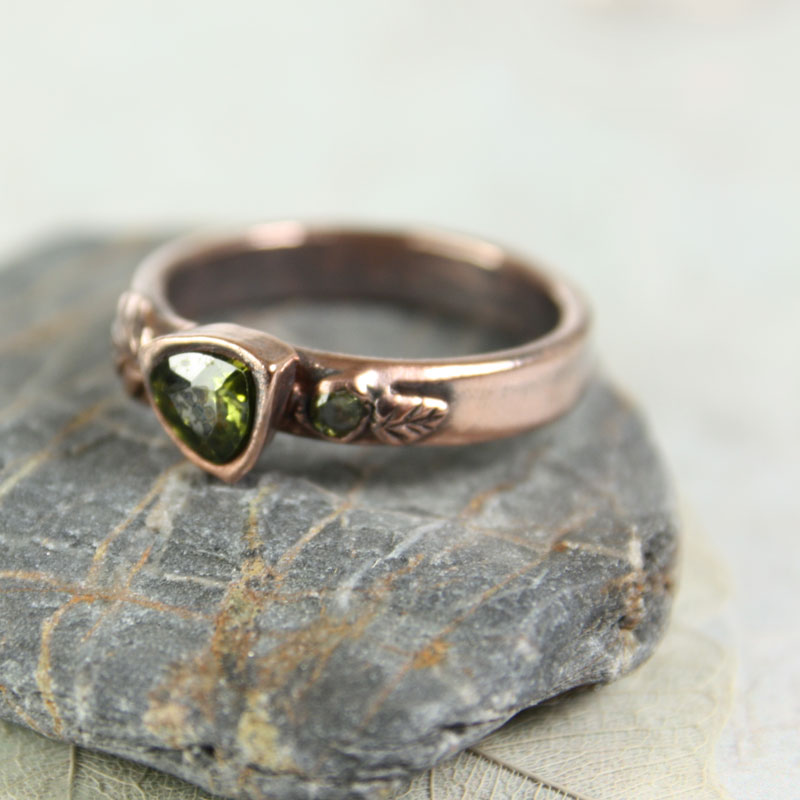
انگشتر ساخته‌شده از خاک رس هنری مسی که با زیرکونیای مکعبی سبز تزئین شده است، یکی از آن‌ها به شکل تراش مثلثی (تریلیان) می‌باشد.

خاک رس فلزی جامد از جنس برنز در سال ۲۰۰۸ توسط شرکت Metal Adventures Inc. (MA) و در سال ۲۰۰۹ توسط شرکت Prometheus معرفی شد. خاک رس فلزی جامد از جنس مس نیز در سال ۲۰۰۹ توسط شرکت‌های Metal Adventures Inc و Aida به بازار عرضه شد. به دلیل هزینهٔ پایین‌تر، خاک رس فلزی برنز و مس در بازار آمریکا بیشتر از خاک رس فلزی طلا و نقره توسط هنرمندان استفاده می‌شود. زمان موردنیاز برای ایجاد یک قطعه از برنز یا مس نیز بسیار بیشتر از زمان لازم برای ایجاد مشابه آن از نقره است. [نیاز به منبع]
خاک‌های فلزی پایه مانند برنز، مس و فولاد بهترین عملکرد را در زمان پخت در غیاب اکسیژن دارند تا از اکسیداسیون فلز توسط اکسیژن موجود در هوا جلوگیری شود. روشی برای انجام این کار، که شامل قرار دادن قطعات در کربن فعال داخل یک ظرف می‌شود، توسط بیل استراو توسعه و کشف شد.
حقوق مربوط به محصولات BRONZclay (نسخه‌های اصلی و FastFire), COPPRclay و هرگونه خاک فلزی پایه دیگر متعلق به Metal Adventures (MA) در اختیار RioGrande.com بود. شرکت ریود گراند تولید این محصولات را متوقف کرده است.

## پودرها
خاک‌های فلزی همچنین به‌صورت پودرهای خشک موجود هستند که با افزودن آب به آن‌ها آبرسانی شده و ورز داده می‌شوند تا به قوام خاک رس برسند. یکی از مزایای این پودرها عمر نامحدود ذخیره‌سازی آن‌ها است. اولین خاک رس نقره‌ای به‌صورت پودر در سال ۲۰۰۶ با نام Silver Smiths' Metal Clay Powder عرضه شد. در سال‌های بعد، خاک‌های فلزی پایه توسط Hadar Jacobson و Goldie World ارائه شدند که شامل چندین نوع مختلف با ترکیباتی از جمله مس، برنج و حتی فولاد بودند.

## روش‌های شلیک

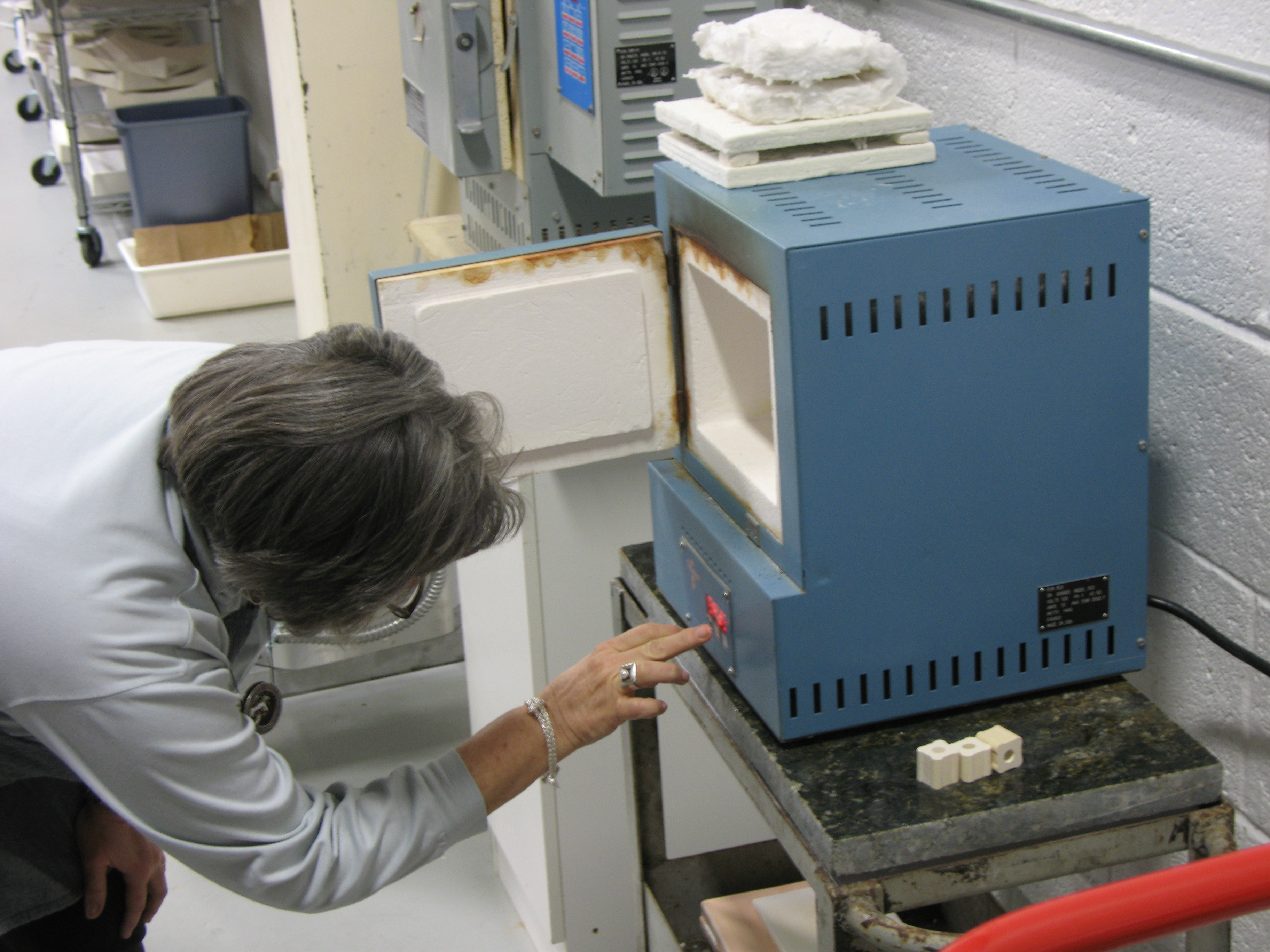
یک زن یک کوره برقی را برای شلیک PMC آماده می‌کند.

خاک رس فلزی را می‌توان با روش‌های مختلفی پخت. سه مورد رایج‌ترین عبارتند از:
- کوره الکتریکی: کورههایی که برای خاک رس فلزی طراحی شده‌اند قابل برنامه‌ریزی و آسان برای استفاده هستند. همهٔ انواع خاک رس می‌توانند با این روش پخته شوند. این تنها روش ممکن برای پخت خاک‌های کاغذی و مسی است.
- اجاق گاز: از گاز طبیعی یا گاز بطری‌شده می‌توان استفاده کرد، به شرطی که دمای لازم برای تف‌جوشی را تأمین کند. رنگ قطعه زمان پخت را تعیین می‌کند.
- مشعل دستی: هر نوع مشعل دستی قابل استفاده است، به شرطی که به اندازه کافی داغ باشد تا فلز تف‌جوشی شود. رنگ قطعه زمان پخت را تعیین می‌کند.[۸]